# Paulo Vitor
Paulo Vítor Barbosa de Carvalho (Belém, 1957. június 7. –) brazil válogatott labdarúgókapus.

## Pályafutása

### Klubcsapatban
Belémben született. Pályafutása során sok csapatban megfordult, de a leghosszabb időt a Fluminensében töltötte, ahol 1981 és 1988 között játszott. A Fluminense játékosaként 1984-ben brazil bajnoki címet szerzett és három alkalommal nyerte meg a Carioca állami bajnokságot (1983, 1984, 1985). 
Ezenkívül szerepelt még a Brasília FC, a Vila Nova FC, a Vitória FC, az America FC, a Coritiba FBC, a Sport Recife, a São José EC, a Clube do Remo, a Paysandu SC és a Volta Redonda együtteseiben.  

### A válogatottban
1984 és 1986 között 9 alkalommal szerepelt a brazil válogatottban. Részt vett az 1986-os világbajnokságon.

## Sikerei, díjai
Vila Nova
- Goiano bajnok (1): 1978

Fluminense
- Brazil bajnok (1):  1984
- Carioca bajnok (3):  1983, 1984, 1985

Coritiba
- Paraná bajnok (1):  1989

Sport Recife
- Pernambucano bajnok (1): 1991